# Кёльнские анналы
Кёльнские анналы (лат. Annales Colonienses) — одни из древнейших германских анналов, ведшихся, судя по содержанию, при архиепископе Кёльна в X—XI вв. Охватывают период с 776 по 1028 гг. Сообщают о событиях истории сначала Франкского государства, а затем Священной Римской империи и соседних стран.

## Издания
- Annales Colonienses // MGH, SS. Bd. I. Hannover. 1826, p. 97-99[1].

## Переводы на русский язык
- Кёльнские анналы в переводе А. Котова на сайте Восточная литература